# Доктор Кто (4-й сезон)
Четвёртый сезон британского научно-фантастического телесериала «Доктор Кто» стартовал 5 апреля 2008 года с эпизода «Соучастники», ему по традиции предшествовал рождественский спецвыпуск 2007 года «Путешествие проклятых». Сезон завершился 5 июля 2008 года, ровно через три месяца после премьеры, с выходом серии «Конец путешествия».
В серии «Соучастники» постоянной спутницей Доктора стала Донна Ноубл, которая впервые была замечена в рождественском спецвыпуске 2006 года «Сбежавшая невеста», и её роль вновь исполнила актриса Кэтрин Тейт. Также на некоторое время в сериал вернулись Фрима Аджимен, Джон Барроумэн, Ноэль Кларк, Камилла Кодури, Элизабет Слейден и Билли Пайпер в качестве своих персонажей Марты Джонс, капитана Джека Харкнесса, Микки Смита, Джеки Тайлер, Сары Джейн Смит и Розы Тайлер соответственно.
Съёмочный процесс всех серий длился с 8 августа 2007 года по 29 марта 2008 года. Также в рамках сезона было снято два мини-эпизода: специальная серия для шоу «Дети в нужде», получившая название «Раскол во времени» и показанная перед «Путешествием проклятых», а также небольшой эпизод «Музыка сфер», премьера которого состоялась в июле 2008 года на Doctor Who Prom. Четвёртый сезон стал заключительным для Дэвида Теннанта в качестве исполнителя роли Десятого Доктора и для Расселла Ти Дейвиса в качестве шоураннера, однако они оба останутся в проекте вплоть до 2010 года и поучаствуют в производстве специальных выпусков 2008—2010 годов.

## О сериале
«Доктор Кто» (англ. Doctor Who, МФА: [ˈdɒk.tə(ɹ) huː]) — культовый британский научно-фантастический телесериал компании «Би-би-си» об инопланетном путешественнике во времени, известном как Доктор. Внесён в Книгу рекордов Гиннеса как самый продолжительный и успешный научно-фантастический сериал. Кроме того, шоу принято делить на две части: классические серии, транслировавшиеся с 1963 по 1989 год, и возрождённый сериал, выходящий с 2005 года по настоящее время.
Главный персонаж сериала «Доктор Кто», Доктор, является путешественником в пространстве и времени. Выглядит как человек, но относится к расе Повелителей Времени с планеты Галлифрей. Повелители Времени обладают способностью регенерировать (перерождаться) по мере попадания в смертельные ситуации. В результате регенерации Повелитель Времени полностью меняет свою внешность и частично — характер. Доктор считает себя последним Повелителем Времени. Лишённый своего дома, он спасает другие миры, в том числе и человечество.
В качестве способа передвижения Доктор использует ТАРДИС (англ. TARDIS — Time And Relative Dimension(s) In Space) — живую машину времени и одновременно космический корабль, выглядящую как английская синяя полицейская будка из 1960-х годов, но вмещающую в себя гораздо больше, чем кажется («она больше внутри, чем снаружи»). В качестве подручного инструмента для осуществления мелких операций с предметами (запирание-отпирание замков, починка приборов, сканирование чего-либо и т. п.) им применяется звуковая отвёртка. Доктор обладает нечеловеческим интеллектом.
В данном сезоне Десятый Доктор путешествует сквозь пространство и время с единственной постоянной спутницей — Донной Ноубл, с которой он уже встречался в специальном рождественском эпизоде «Сбежавшая невеста». Также в последних сериях в шоу появились и другие бывшие спутники Повелителя времени: Роза Тайлер, капитан Джек Харкнесс, Микки Смит, Сара Джейн Смит и Марта Джонс.

## Эпизоды
| № | #                                | Название                                       | Режиссёр                         | Сценарист                        | Зрителей (миллионов)             | Индекс оценки (из 100)           | Дата выхода в эфир               |
| Рождественский спецвыпуск (2007) | Рождественский спецвыпуск (2007) | Рождественский спецвыпуск (2007)               | Рождественский спецвыпуск (2007) | Рождественский спецвыпуск (2007) | Рождественский спецвыпуск (2007) | Рождественский спецвыпуск (2007) | Рождественский спецвыпуск (2007) |
| --- | -------------------------------- | ---------------------------------------------- | -------------------------------- | -------------------------------- | -------------------------------- | -------------------------------- | -------------------------------- |
| 188 | —                                | «Путешествие проклятых» «Voyage of the Damned» | Джеймс Стронг                    | Расселл Ти Дейвис                | 13.31                            | 86                               | 25 декабря 2007 года             |
| В ТАРДИС врезается нечто, что оказывается… Титаником. Но не тем самым, земным, кораблём, а его точной копией, предназначенной для межзвёздных путешествий. Приземлившись на его борту, Доктор знакомится с девушкой по имени Астрид Пегг и присоединяется к экскурсии, на которой гид рассказывает видным гражданам галактики о различных мирах (в данном случае, о Земле). Вскоре Доктор начинает подозревать, что кто-то желает кораблю и его пассажирам той же самой трагичной судьбы, которая постигла его земного тёзку. |                                  |                                                |                                  |                                  |                                  |                                  |                                  |
| 4-й сезон |                                  |                                                |                                  |                                  |                                  |                                  |                                  |
| 189 | 1                                | «Соучастники» «Partners in Crime»              | Джеймс Стронг                    | Расселл Ти Дейвис                | 9.14                             | 88                               | 5 апреля 2008 года               |
| Старая знакомая Доктора, Донна Ноубл, живёт в Лондоне со своей матерью Сильвией и дедушкой Уилфредом Мотом. Её заинтересовала деятельность компании Адипоуз Индастриз, которая предлагает гражданам новейшее и слишком эффективное средство для похудение. «Жир уходит», как гласит их рекламный слоган. Как оказалось, жир действительно уходит, а точнее превращается в детёныша живого существа, адипоуз, отделяется от тела и уходит, пока принявший препарат человек спит. Донна проникает в офис компании, как оказалось одновременно с Доктором, который также заинтересовался таинственным препаратом. После неожиданной встречи, оба решают объединить усилия                                                                                   |                                  |                                                |                                  |                                  |                                  |                                  |                                  |
| 190 | 2                                | «Огни Помпеи» «The Fires of Pompeii»           | Колин Тигу                       | Джеймс Моран                     | 9.04                             | 87                               | 12 апреля 2008 года              |
| Доктор и Донна оказываются в городе Помпеи, буквально за пару дней до того, как он будет разрушен извержением вулкана Везувий. В городе стало очень популярным использовать камни из недр Везувия, чтобы предсказывать будущее. Кроме того, ТАРДИС оказывается украдена и продана местному скульптору Цецилию, к которому постоянно наведывается один из местных предсказателей, Люциус, который забирает нечто, похожее на монтажную плату. Как выяснил Доктор, кто-то собирает энергетический конвертер. Кто-то, кто живёт в недрах горы, и является причиной того, что все местные предсказатели постепенно превращаются в камень. |                                  |                                                |                                  |                                  |                                  |                                  |                                  |
| 191 | 3                                | «Планета удов» «Planet of the Ood»             | Грэм Харпер                      | Кит Темпл                        | 7.50                             | 87                               | 19 апреля 2008 года              |
| ТАРДИС приземляется на родной планете удов, Уд-Сфере. Недалеко от места посадки Доктор и Донна обнаруживают раненного уда, страдающего «красным глазом», заставющим его глаза покраснеть и стать чрезвычайно агрессивным. Повелитель времени и его спутница отправляются в находящийся неподалёку комплекс, который принадлежит компании, поставляющей удов их хозяевам. В комплексе проблемы из-за того самого «красного глаза», поражающего только удов. Вскоре Доктор начинает подозревать, что местные, и люди, и уды, что-то скрывают. По его мнению раса, которая существует, чтобы быть рабами (раса вроде удов) не могла появиться естественным путём.                                                                                           |                                  |                                                |                                  |                                  |                                  |                                  |                                  |
| 192а | 4                                | «План сонтаранцев» «The Sontaran Stratagem»    | Дуглас Маккинон                  | Хелен Рейнор                     | 7.06                             | 87                               | 26 апреля 2008 года              |
| Бывшая спутница Доктора, Марта Джонс. связывается с ним и просит о помощи. Как только ТАРДИС приземляется, Марта отдаёт приказ идти на штурм фабрики АТМОС, которой владеет юный вундеркинд Люк Раттиган и которая производит новейшие спутниковые системы, которые также могут снизить выбросы углекислого газа до нуля. Как оказалось Марта работает на ЮНИТ и её заинтересовали 52 смертельных случая, которые случились в автомобилях, где установлена система АТМОС. Как выяснилось, Раттиган работает на сонтаранцев. |                                  |                                                |                                  |                                  |                                  |                                  |                                  |
| 192б | 5                                | «Отравленное небо» «The Poison Sky»            | Дуглас Маккинон                  | Хелен Рейнор                     | 6.53                             | 88                               | 3 мая 2008 года                  |
| Все системы АТМОС по всему миру выпустили различные выхлопные газы, выброс которых они якобы предотвращали. Атмосфера Земли оказывается отравленной. Как выяснил Доктор, сонтаранцы хотят превратить Землю в мир, где они бы расположили лабораторию по выращиванию новых воинов. Доктор не может этого допустить, и, освободив людей с инопланетного корабля, начинает строить атмосферный конвертер, который уничтожит выхлопные газы. |                                  |                                                |                                  |                                  |                                  |                                  |                                  |
| 193 | 6                                | «Дочь Доктора» «'The Doctor's Daughter'»       | Элис Траутон                     | Стивен Гринхорн                  | 7.33                             | 88                               | 10 мая 2008 года                 |
| Донна и Доктор оказываются на планете Мессалина. Как оказалось, на ней «уже многие поколения» идёт война с расой рыбоподобных гуманоидов. У Доктора берут ДНК и в лабораторных условиях, специально для войны, выращивают девушку, которая отчасти является Повелительницей времени. Теперь у Доктора есть «дочь», Дженни. Также он и Донна выясняют, что когда то и люди, и их враги прибыли сюда в составе одного экипажа, но поссорились из-за одного привезённого с собой устройства. И теперь они должны остановить бессмысленную войну, которая идёт не так уж долго, как все думают. |                                  |                                                |                                  |                                  |                                  |                                  |                                  |
| 194 | 7                                | «Единорог и оса» «The Unicorn and the Wasp»    | Грэм Харпер                      | Гарет Робертс                    | 8.41                             | 86                               | 17 мая 2008 года                 |
| Донна и Доктор в 1926 году посещают званный ужин, одной из гостей на котором оказывается Агата Кристи. Вскоре они понимают, что встретились с писательницей как раз в тот момент, когда необъяснимым образом исчезла на несколько дней. Вскоре гостей одного за одним начинает убивать кто-то, кто, судя по всему, является пришельцем, замаскированным под человека. При обследовании комнат Донна оказывается атакована гигантской осой. |                                  |                                                |                                  |                                  |                                  |                                  |                                  |
| 195а | 8                                | «Тишина в библиотеке» «Silence in the Library» | Эйрос Лин                        | Стивен Моффат                    | 6.27                             | 89                               | 31 мая 2008 года                 |
| Доктор отвозит Донну на планету Библиотека, всю поверхность которой заполняют бесконечные стелажи с книгами со всех концов Вселенной. Однако планета, которая должна быть полна читателей, выглядит необычайно пустынной. Однако сканер жизненных сигналов показывает, что вокруг них триллионы живых существ. Вскоре они встречают отряд во главе с профессором Ривер Сонг, которая откуда-то знает Доктора. Положение усугубляется, когда Повелитель времени понимает, что библиотека кишит Вашта Нерада, микроскопическими живыми сгустками тени, которые питаются живой плотью. И если у человека появляется вторая тень, его уже не спасти. |                                  |                                                |                                  |                                  |                                  |                                  |                                  |
| 195б | 9                                | «Лес мертвецов» «Forest of the Dead»           | Эйрос Лин                        | Стивен Моффат                    | 7.84                             | 89                               | 7 июня 2008 года                 |
| Один из членов спасательного отряда, Стрэкмен Люкс, раскрывает, что Библиотеку построил его дедушка и что в ней имеется Суперкомпьютер, которым по сути является разум маленькой девочки. Именно Суперкомпьютер, чтобы спасти читателей от Вашта Нерады, «сохранил» их в своей памяти. И продолжает это делать. Одной из «сохранённых» становится Донна и теперь Доктору нужно не только найти способ, как спастись с планеты, но и решить, как спасти свою спутницу из виртуального мира, созданного Суперкомпьютером. |                                  |                                                |                                  |                                  |                                  |                                  |                                  |
| 196 | 10                               | «Полночь» «Midnight»                           | Элис Траутон                     | Расселл Ти Дейвис                | 8.05                             | 86                               | 14 июня 2008 года                |
| Пока на планете-курорте Полночь Донна наслаждается отдыхом и процедурами, Доктор решает присоединиться к экскурсии по поверхности планеты, которая подвергается смертельному излучению особого вида радиации. Неожиданно туристический транспорт застревает посередине маршрута, несмотря на то. что он не получил совершенно никаких повреждений. Кроме того один из туристов начинает проявлять странные симптомы: сначала он повторяет фразы зав всеми, кто с ним заговорит, потом начинает произносить их одновременно с говорящим. Доктору нужно понять, что происходит, пока присутствующим не довелось увидеть третью стадию развития болезни. |                                  |                                                |                                  |                                  |                                  |                                  |                                  |
| 197 | 11                               | «Поверни налево» «Turn Left»                   | Грэм Харпер                      | Расселл Ти Дейвис                | 8.09                             | 88                               | 21 июня 2008 года                |
| В одном из миров Донна решает посетить гадалку и во время сеанса к её спине прицепился непонятный жук. В результате спутница Доктора оказалась в альтернативной реальности, где она в один прекрасный день повернула в совсем другую сторону, нанялась на совершенно другую работу, а следовательно никогда не встретилась с Доктором. В результате в этой реальности Повелитель времени погиб в сражении с императрицей Ракносс, на Букингемский дворец упал космический «Титаник», а 60 миллионов жителей США, в том числе Сара Джейн Смит и Марта Джонс, погибли, превратившись в адипоуз. Внезапно появляется Роза Тайлер и предупреждает Донну, что всё пошло не так, как должно быть.                                                              |                                  |                                                |                                  |                                  |                                  |                                  |                                  |
| 198а | 12                               | «Украденная Земля» «The Stolen Earth"»         | Грэм Харпер                      | Расселл Ти Дейвис                | 8.78                             | 91                               | 28 июня 2008 года                |
| ТАРДИС приближается к Земле, которая неожиданно исчезает прямо на глазах у изумлённых Доктора и Донны. После этого повелитель и его спутница отправляются в Прокламацию Теней, где из базы данных постепенно узнают, что из пространства и времени было похищено ещё 26 спутников и планет. И вместе небесные тела образуют идеально сбалансированную систему, местонахождением которой предположительно является Каскад Медузы. Тем временем земляне, в том числе Харриет Джонс, Марта Джонс, Сара Джейн Смит и её сын Люк, капитан Джек Харкнесс и сотрудники Торчвуда, уже заметили, что вместо привычного им солнца в небе виднеются 26 неизвестных небесных тел. Кроме того, на них внезапно нападают далеки во главе со своим создателем Давросом. |                                  |                                                |                                  |                                  |                                  |                                  |                                  |
| 198б | 13                               | «Конец путешествия» «'Journey's end'»          | Грэм Харпер                      | Расселл Ти Дейвис                | 10.57                            | 91                               | 5 июля 2008 года                 |
| Из-за полученных в битве с далеками и Давросом ран Доктор начинает регенерировать. Однако он берёт под контроль этот процесс, используя лишь ту часть энергии, которая излечит его, а оставшуюся направляет в отрубленную сражении с сикораксами руку. Позднее Донна прикасается к этой руке, что приводит к появлению человека с внешностью и воспоминаниями Доктора. но не его интеллектом, который неожиданно достаётся самой Донне. Однако мозг человека не может выдержать настолько огромную нагрузку и после победы над Давросом и далеками Донне становится хуже. |                                  |                                                |                                  |                                  |                                  |                                  |                                  |

### Дополнительные эпизоды
| # | Название                         | Режиссёр    | Сценарист     | Зрителей (миллионов) | Дата выхода в эфир  |
| --- | -------------------------------- | ----------- | ------------- | -------------------- | ------------------- |
| 1 | «Раскол во времени» «Time Crash» | Грэм Харпер | Стивен Моффат | 11.0                 | 16 ноября 2007 года |
| Раставшись с Мартой, Доктор улетает на ТАРДИС, которую неожиданно начинает трясти. Разбираясь с приборами, Десятый Доктор неожиданно сталкивается возле них с Пятым Доктором |                                  |             |               |                      |                     |

## Кастинг

### Основной состав

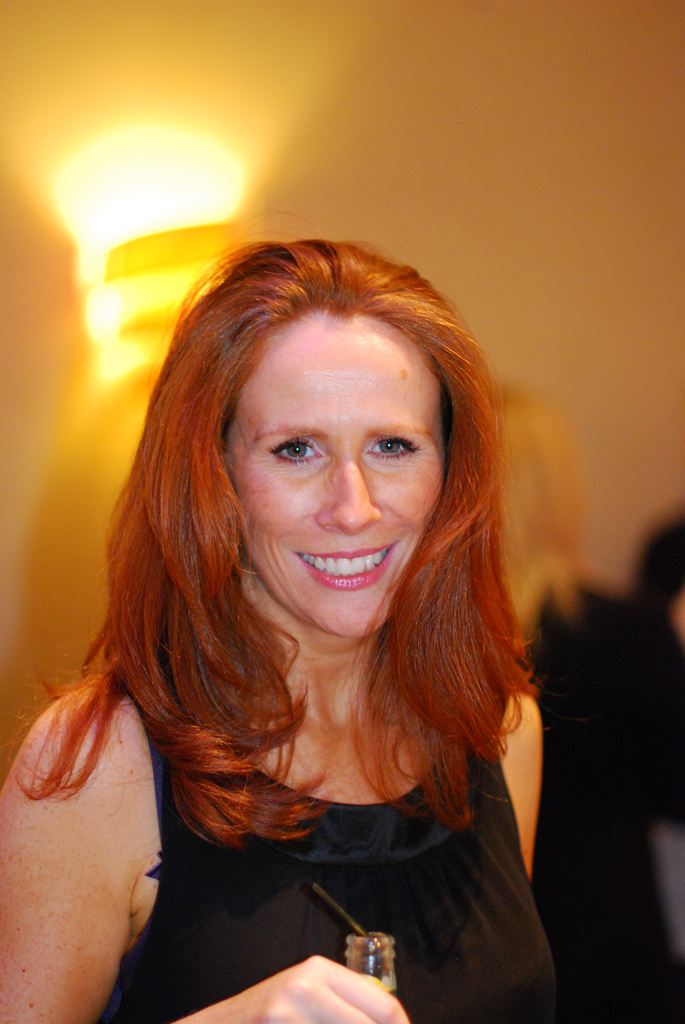
В четвёртом сезоне в роли Донны Ноубл вновь вернулась Кэтрин Тейт

Четвёртый сезон стал третьим и заключительным для Дэвида Теннанта, хотя он значился в основном актёрском составе вплоть до 2010 года и успел сняться в нескольких специальных выпусках. Для съёмок рождественского спецвыпуска была приглашена австралийская актриса и певица Кайли Миноуг, её персонаж, Астрид Пег, стал спутницей Доктора на один эпизод, в конце которого погиб в результате произошедших событий. Все остальные спутники Доктора в сезоне уже появлялись в более ранних сериях. Постоянно повелителя времени сопровождала Донна Ноубл, роль которой вновь исполнила Кэтрин Тейт. Ранее она уже появлялась в спецвыпуске «Сбежавшая невеста» в качестве временного спутника Доктора. О её возвращении было объявлено 3 июля 2007 года. Также в сериях «План сонтаранцев» / «Отравленное небо», «Дочь Доктора» и «Украденная Земля» / «Конец путешествия» появилась Фрима Аджимен, которая вновь сыграла Марту Джонс. В последних трёх эпизодах вернулась Роза Тайлер, роль которой исполнила Билли Пайпер. Её на краткий миг также можно заметить в сериях «Соучастники», «Отравленное небо» и «Полночь». Её возвращение было запланировано ещё в 2006 году, когда актриса покинула сериал, и официально было подтверждено 27 ноября 2007 года. Джон Барроумэн, Ноэль Кларк, Камила Кодури и Элизабет Слейден также появились в финале сезона и повторили свои роли капитана Джека Харкнесса, Микки Смита, Джеки Тайлер и Сары Джейн Смит соответственно.

### Повторяющиеся и эпизодические персонажи
В качестве повторяющихся персонажей в четвёртом сезоне появились дедушка Донны, Уилфред Мотт, и её мать Сильвия, которых сыграли Бернард Криббинс и Жаклин Кинг соответственно. Пенелопа Уилтон в серии «Украденная Земля» вновь вернулась к роли бывшего премьер-министра Харриет Джонс, это было её первое появление в «Докторе Кто» со дня выхода рождественского спецвыпуска 2005 года. Адджоа Андо вновь появилась как Франсин, мать Марты Джонс. Ив Майлс, Гарет Дэвид-Ллойд и Томми Найт повторили свои роли Гвен Купер, Йенто Джонса и Люка Смита из официальных спин-оффов проекта «Торчвуд» и «Приключения Сары Джейн». Их персонажи впервые появились в «Докторе Кто», хотя актриса Ив Майлс, которая в «Торчвуде» играет Гвен Купер, до этого появлялась как Гвинет, прямым потомком которой является Гвен.
В четвёртом сезоне появилось много различных приглашённых знаменитостей: Кайли Миноуг (спутница Доктора, Астрид Пегг, в рождественском спецвыпуске 2007 года), Алекс Кингстон и Стив Пембертон(в истории «Тишина в библиотеке» / «Лес мертвецов» Ривер Сонг и Стрэкмен Люкс соответственно), Сара Ланкашир (мисс Фостер в «Соучастниках»), Фил Дэвис и Питер Капальди (в ролях Лициуса и Сицилиуча в эпизоде «Огни Помпеи»). Среди других приглашённых звёзд можно заметить также Сашу Беар, Тима МакИннерни, Колина Моргана, Кристофера Райана, Джорджию Моффет (жену Дэвида Теннанта и дочь Пятого Доктора), Найджела Терри, Фелисити Кендал, Фенеллу Вулгар, Колина Сэлмона, Лесли Шарп, Линдси Коулсон, Дэвид Траутон (сын исполнителя роли Второго Доктора Патрика Траутона) и Чипо Чанг (ранее снялась в эпизоде «Утопия» в ролли Чанто). Эволюционный биолог Ричард Докинз и Пол О’Грейди появились в качестве камео в роли самих себя в серии «Украденная Земля».

## Производство

### Начальный этап
5 апреля 2008 года в очередном выпуске Radio Times были опубликованы названия всех серий, кроме двенадцатой, наименование которой «является секретом, поскольку оно говорит о слишком многом». Кроме того, для девятого эпизода было указано название «Течение реки / Убежище Ривер» (англ. River's Run), однако спустя несколько дней его изменили на «Лес мертвецов». В последующем пресс-релизе было раскрыто, что 12 эпизод будет озаглавлен «Украденная Земля» .
Как и в случае предыдущих трёх сезонов, все эпизоды связывает нечто общее. Однако если ранее их связывало лишь определённое упоминание (Злого Волка, Торчвуда или имени Гарольда Саксона). то в данном случае каждый эпизод предложил свой элемент мозаики, который журнал Doctor Who Magazine в превью к эпизоду «Соучастники» описал как «будь то человек, фраза либо вопрос, каждый из этих элементов подводит к грандиозному финалу». Многократно упоминались пчёлы, которые почему-то исчезают с планеты Земля, и время от времени появлялись истории об исчезнувших планете или спутнике. По словам шоураннера Расселла Ти Дейвиса что последняя серия была запланирована ещё за три года до её выхода в эфир. Сюжет сезона в основном был сосредоточен на Донне: как сказал Дэвид Теннант, «целых тринадцать недель истории о Донне…, о том, почему она с Доктором, снова скрытый подтекст», а продюсер Фил Коллинсон назвал девушку «новым динамичным элементом» четвёртого сезона.

### Работа над сценарием
В Doctor Who Magazine также был представлен список сценаристов для каждого эпизода. Среди новых имён можно было заметить Джеймса Морана, который ранее работал над фильмом ужасов «Изоляция», и Кита Темпла, писавшего для сериалов «Роща байкеров» и «Катастрофа». Рассел Ти Дейвис вернулся к обязанностям шоураннера и основного сценариста сериала, с ним вернулись также Гарет Робертс, Стивен Гринхорн, Хелен Рейнор и Стивен Моффат. Сценарист Том Макрей написал для сезона эпизод, получивший название «Дом Веков», однако впоследствии Дейвис, посчитав, что он слишком похож на «Единорога и Осу», отклонил его.

### Съёмки
«Доктор Кто» был продлён на четвёртый сезон в марте 2007 года, незадолго до премьеры третьего. Поскольку было объявлено, что пятый выйдет не раньше 2010 года и во второй половине 2008 года производственный процесс уже не может начаться, было заказано 15 новых эпизодов, вместо обычных 14. Они включали 13 обычных еженедельных серий и 2 рождественских спецвыпуска. Съёмки «Путешествия проклятых» начались 9 июля 2007 года, оставшихся эпизодов — 8 августа. Съёмки завершились 29 марта 2008 года, однако ещё до 3 мая снимались рождественская серия 2008 года и мини-эпизод «Музыка сфер», впоследствии вышедшие в рамках спецвыпусков 2008—2010 годов. Четвёртый сезон стал последним также для продюсера Фила Коллинсона и для исполнительного продюсера Джули Гарднер. Сьюзи Лиггат спродюсировала 5 из 15 эпизодов .
Производственные блоки распределились следующим образом:
| Блок | Название                               | Режиссёр                  | Сценарист                         | Продюсер                        | Код       |
| ---- | -------------------------------------- | ------------------------- | --------------------------------- | ------------------------------- | --------- |
| 1    | «Путешествие проклятых»                | Джеймс Стронг             | Расселл Ти Дейвис                 | Фил Коллинсон                   | 4X        |
| 2    | «Единорог и оса» «Планета удов»        | Грэм Харпер               | Гарет Робертс Кит Темпл           | Сьюзи Лиггат                    | 4.7 4.2   |
| 3    | «Огни Помпеи»                          | Колин Тигу                | Джеймс Моран                      | Фил Коллинсон                   | 4.3       |
| 4    | «Соучастники» «Раскол во времени»      | Джеймс Стронг Грэм Харпер | Рассел Ти Дейвис Стивен Моффат    | Фил Коллинсон                   | 4.1 CIN2  |
| 5    | «План сонтаранцев» «Отравленное небо»  | Дуглас Маккинон           | Хелен Рейнор                      | Сьзи Лиггат                     | 4.4 4.5   |
| 6    | «Дочь Доктора» «Полночь»               | Элис Траутон              | Стивен Гринхорн Расселл Ти Дейвис | Фил Коллинсон                   | 4.6 4.8   |
| 7    | «Поверни налево»                       | Грэм Харпер               | Расселл Ти Дейвис                 | Сьюзи Лиггат                    | 4.11      |
| 8    | «Тишина в библиотеке» «Лес мертвецов»  | Эйрос Лин                 | Стивен Моффат                     | Фил Коллинсон                   | 4.9 4.10  |
| 9    | «Украденная Земля» «Конец путешествия» | Грэм Харпер               | Расселл Ти Дейвис                 | Фил Коллинсон                   | 4.12 4.13 |
| 10   | «Следующий Доктор» «Музыка сфер»       | Энди Годдард Эйрос Лин    | Расселл Ти Дейвис                 | Сьюзи Лиггат Кэтрин Льюис Дефис | 4.14 —    |

## Релиз

### Продвижение
1 февраля 2008 года BBC опубликовали информацию о том, что они сотрудничали с сетью кинотеатров Carlton Screen Advertising, которая обязались вставить 90-секундный трейлер четвёртого сезона «Доктора Кто» «перед самыми ожидаемыми новыми фильмами». 22 марта 2008 года трейлер впервые был показан по британскому ТВ. Как и в случае третьего сезона, члены съёмочныой группы и основной актёрский состав посетил лондонскую премьеру первых двух эпизодов, которые были показаны на больших экранах.

### Трансляция
Четвёртый сезон стартовал 5 апреля 2008 года с выходом на малые экраны эпизода «Соучастники» и завершился 5 июля 2008 года показом серии «Конец путешествия». После каждого эпизода на канале BBC Three выходил соответствующий ему выпуск документального проекта «Доктор Кто: Конфиденциально».

### Выход на DVD и Blu-Ray
| Сезон                          | Название | Количество и хронометраж эпизодов                                                                                     | Дата выхода в R2/B                                                                        | Дата выхода в R4/B                              | Дата выхода в R1/A                                              |
| ------------------------------ | --- | --- | ----------------------------------------------------------------------------------------- | ----------------------------------------------- | --------------------------------------------------------------- |
| 4                              | «Доктор Кто»: Путешествие проклятых «Раскол во времени» «Путешествие проклятых»                                                                             | 1 × 8 мин. 1 × 72 мин.                                                                                                | 10 марта 2008 года                                                                        | 1 июля 2008 года                                |                                                                 |
| 4                              | «Доктор Кто»: Сезон 4, том 1 «Соучастники» «Огни Помпеи» «Планета удов»                                                                                     | 2 × 50 мин. 1 × 45 min.                                                                                               | 2 июня 2008 года                                                                          | 7 августа 2008 года                             |                                                                 |
| 4                              | «Доктор Кто»: Сезон 4, том 2 «План сонтаранцев» / «Отравленное небо» «Дочь Доктора» «Единорог и оса»                                                        | 4 × 45 мин. | 7 июля 2008 года                                                                          | 4 сентября 2008 года                            |                                                                 |
| 4                              | «Доктор Кто»: Сезон 4, том 3 «Тишина в библиотеке» / «Лес мертвецов» «Полночь»                                                                              | 3 × 45 мин. | 4 августа 2008 года                                                                       | 2 октября 2008 года                             |                                                                 |
| 4                              | «Доктор Кто»: Сезон 4, том 4 «Поверни налево» «Украденная Земля» / «Конец путешествия»                                                                      | 1 × 50 мин. 1 × 45 мин. 1 × 65 мин.                                                                                   | 1 сентября 2008 года                                                                      | 6 ноября 2008 года                              |                                                                 |
| 4                              | «Доктор Кто»: Полный четвёртый сезон | 1 × 8 мин. 1 × 72 мин. 9 × 45 мин. 3 × 50 мин. 1 × 65 мин.                                                            | 17 ноября 2008 года (D) 4 декабря 2013 года (сборник на Blu-ray) 31 августа 2015 года (B) | 4 декабря 2008 года (D) 4 декабря 2013 года (B) | 18 ноября 2008 года (D) 5 ноября 2013 года (сборник на Blu-ray) |
| 4                              | «Доктор Кто»: Сезон 4, часть 1 «Путешествие проклятых» «Соучастники» «Огни Помпеи» «Планета удов» «План сонтаранцев» / «Отравленное небо» «Дочь Доктора»    | 1 × 72 мин. 2 × 50 мин. 4 × 45 мин.                                                                                   |                                                                                           |                                                 | 5 августа 2014 года                                             |
| 4                              | «Доктор Кто»: Сезон 4, часть 2 «Единорог и оса» «Тишина в библиотеке» / «Лес мертвецов» «Полночь» «Поверни налево» «Украденная Земля» / «Конец путешествия» | 5 × 45 мин. 1 × 50 мин. 1 × 65 мин.                                                                                   |                                                                                           |                                                 | 2 сентября 2014 года                                            |
| 2, 3, 4, Спецвыпуски 2008—2010 | «Доктор Кто»: Вся эра Десятого Доктора | 5 × 6 мин, 2 × 7 мин, 1 × 8 мин, 1 × 12 мин, 35 × 45 мин, 4 × 50 мин, 6 × 60 мин, 1 × 65 мин, 1 × 72 мин, 1 × 75 мин. | 10 ноября 2014 года                                                                       | н/д                                             | 11 октября 2011 года                                            |

## Реакция

### Критика
Четвёртый сезон получил в целом положительные отзывы критиков. Критики рассматривают его как один из лучших сезонов возрождённого сериала, поскольку именно на него пришёлся пик популярности нового «Доктора Кто» и именно с ним связано появление понятия «лихорадка по „Доктору Кто“». Кроме того. финальная история «Украденная Земля» / «Конец путешествия» получила индекс оценки 91, самый высокий не только в истории «Доктора Кто», но в истории телевидения в целом. Опрос среди читателей еженедельника Radio Times показал, что завершение сезона считается величайшим финалом программы.
Бен Роусон-Джонс, пишущий для сайта Digital Spy, поставил сезону четыре балла из пяти, добавив, что «зелье победы из восторга и остросюжетности гарантировало, что сезон достигнет большого баланса в тональности, не позволив ни легкомысленности, ни мрачности одержать сокрушительную победу». также он похвалил актёрскую игру Кэтрин Тейт: «в основе всего было блестящее выступление Кэтрин Тейт в роли новой спутницы Донны Ноубл, ставшей таким освежающим контрастом по отношению к шипучему алкоголю Розы и Марты». Кроме того, критику понравилась атмосфера сезона. По его мнению «нужно похвалить Расселла Ти Дейвиса за такую потрясающе разнообразную подборку историй». Однако Росон-Джонс раскритиковал некоторых «монстров» сезона — не все они, про его словам, выглядели достаточно «угрожающими» (в качестве примера он назвал сонтаранцев), а изображение солдат организации ЮНИТ назвал «подлинной деградацией».
Издание Den of Geek также опубликовало положительный отзыв, дав четыре звезды из пяти и отметив, что это самый последовательно развивающийся сезон в истории возрождённого сериала и даже шоу в целом. Оно похвалило качество визуальных эффектов, в особенности в сериях «Огни Помпеи» и «Планета удов» и финале сезона, назвав их «воплощением всех возможностей The Mill». Также отдельной похвалы удостоилась актёрская игра Дэвида Теннанта и Кэтрин Тейт: «некогда он не был настолько хорош,… а она [Тейт] настолько точно схватила нужный образ, что своим энергичной, вдумчивой, полной надеж и слезливо печальной игрой заставила даже Дэвида Теннанта немного уйти в тень». Тем не менее, в обзоре было много критики в адрес дилогии о сонтаранцах, а спецвыпуск «Путешествие проклятых» был назван пустым. В целом, сезон, по мнению издания, получился «удивительным» и «никогда не был чем-то меньшим, чем ошеломительным, никаких понижений, одни лишь максимумы».
Дэвид Корнелиус, критик из DVD Talk, заявил, что «это лучший сезон из всех…, каждый эпизод в этом сезоне — выше всяких похвал». Он также похвалил актёрскую игру Тейт, назвав её персонажа «лучшей спутницей из всех, что были в возрождённом сериале». Корнелиус также признал, что заключительный сезон Дейвиса и Теннанта стал тем, «о котором мы будем помнить, как о примере, когда Дейвис и Теннант ушли на вершине славы». далее он похвалил актёрский состав и команду в целом, отметив «превосходных приглашённых звёзд, впечатляющие декорации, остросюжетность сезона и отличную работу гримёра». В целом критик назвал четвёртый сезон «Доктора Кто» «выдающимся» и «монументальной работой по рассказыванию историй»
.
Трэвис Фикет, пишущий для сайта IGN, поставил сезону оценку 7,5 из 10. Делая обзор на него, Фикет отметил «что этот сезон является чемоданчиком со всякой всячиной. Я наслаждался Донной больше, чем Мартой, но меньше, чем Розой. Его подвело то, что он снова делает из далеков главных злодеев, особенно после блестящего появления Мастера. Сонтаранцы были оригинальны и забавны, но ничего такого». В качестве эпизодов, которые по мнению критика были выше всяких похвал, Фикет назвал «Тишину в Библиотеке» / «Лес мертвецов» Моффата, «Полночь» и «Поверни налево» Дейвиса.

### Награды и номинации
| Год  | Награда                                           | Номинация                                                                  | Номинант(ы)                                                                  | Результат | Прим.   |
| ---- | ------------------------------------------------- | -------------------------------------------------------------------------- | ---------------------------------------------------------------------------- | --------- | ------- |
| 2008 | Constellation Awards                              | Лучший научно-фантастический сериал 2008 года                              | Doctor Who                                                                   | Победа    | [ 89 ]  |
| 2008 | Constellation Awards                              | Лучшая игра актёра в эпизоде научно-фантастического телесериала 2008 года  | Дэвид Теннант («Полночь»)                                                    | Номинация | [ 89 ]  |
| 2008 | Constellation Awards                              | Лучшая игра актрисы в эпизоде научно-фантастического телесериала 2008 года | Кэтрин Тейт («Поверни налево»)                                               | Победа    | [ 89 ]  |
| 2008 | Constellation Awards                              | Лучший полнометражный телефильм 2008 года или телесценарий                 | Стивен Моффат («Тишина в библиотеке»)                                        | Победа    | [ 89 ]  |
| 2008 | Международный телевизионный фестиваль в Эдинбурге | Лучшая программа года                                                      | «Доктор Кто»                                                                 | Победа    | [ 90 ]  |
| 2008 | National Television Awards                        | Выдающаяся актёрская игра — Драма                                          | Дэвид Теннант                                                                | Победа    | [ 91 ]  |
| 2008 | National Television Awards                        | Выдающаяся актёрская игра — Драма                                          | Кэтрин Тейт                                                                  | Номинация | [ 91 ]  |
| 2008 | RTS Television Awards                             | Лучший драматический сериал                                                | «Доктор Кто»                                                                 | Номинация | [ 92 ]  |
| 2008 | RTS Television Awards                             | Лучшая мужская роль                                                        | Дэвид Теннант                                                                | Номинация | [ 92 ]  |
| 2008 | RTS Television Awards                             | Лучшая работа со звуком — Драма                                            | Джулиан Говард, Тим Рикеттс, Пол Макфаден и Пол Джефрис («Полночь»)          | Победа    | [ 92 ]  |
| 2008 | Satellite Awards                                  | Лучший актёр телевизионного сериала — Драма                                | Дэвид Теннант                                                                | Номинация | [ 93 ]  |
| 2008 | Scream Awards                                     | Лучший актёр научной фантастики                                            | Дэвид Теннант                                                                | Номинация | [ 94 ]  |
| 2008 | SFX Awards                                        | Лучшее телешоу                                                             | «Доктор Кто»                                                                 | Победа    | [ 95 ]  |
| 2008 | SFX Awards                                        | Лучший ТВ-эпизод                                                           | Грэм Харпер и Расселл Ти Дейвис («Украденная Земля» / «Конец путешествия»)   | Победа    | [ 95 ]  |
| 2008 | SFX Awards                                        | Лучшие телевизионные актёр и актриса                                       | Дэвид Теннант и Кэтри Тейт                                                   | Победа    | [ 95 ]  |
| 2008 | TV Quick Awards                                   | Лучшая популярная драма                                                    | «Доктор Кто»                                                                 | Победа    | [ 96 ]  |
| 2008 | TV Quick Awards                                   | Лучшие актёр и актриса                                                     | Теннант и Тейт                                                               | Победа    | [ 96 ]  |
| 2008 | VES Awards                                        | Выдающееся матовое изображение в эфирном / коммерческом проекте            | Саймон Уикер, Чали Беннетт, Тим Бартер, Арианна Лаго («Тишина в библиотеке») | Победа    | [ 97 ]  |
| 2009 | BAFTA Cymru                                       | Лучший драматический сериал / сезон драматического сериала                 | «Доктор Кто»                                                                 | Номинация | [ 98 ]  |
| 2009 | BAFTA Cymru                                       | Лучший режиссёр — Драма                                                    | Эйрос Лин («Тишина в библиотеке»)                                            | Победа    | [ 98 ]  |
| 2009 | BAFTA Cymru                                       | Лучший телесценарий                                                        | Расселл Ти Дейвис («Полночь»)                                                | Победа    | [ 98 ]  |
| 2009 | BAFTA Cymru                                       | Лучший оригинальный саундтрек                                              | «Доктор Кто»                                                                 | Номинация | [ 98 ]  |
| 2009 | BAFTA Cymru                                       | Лучшая работа со звуком                                                    | Джулиан Говард, Тим Рикеттс, Пол Макфаден и Пол Джефрис («Полночь»)          | Победа    | [ 98 ]  |
| 2009 | BAFTA Cymru                                       | Лучшая операторская работа — Драма                                         | Рори Тейлор («Тишина в библиотеке»)                                          | Номинация | [ 98 ]  |
| 2009 | BAFTA Cymru                                       | Лучший монтаж                                                              | Филипп Клосс («Полночь»)                                                     | Номинация | [ 98 ]  |
| 2009 | British Academy Television Awards                 | Лучший драматический сериал                                                | «Доктор Кто»                                                                 | Номинация | [ 99 ]  |
| 2009 | British Academy Television Craft Awards           | Лучший сценарий                                                            | Расселл Ти. Дейвис («Полночь»)                                               | Номинация | [ 100 ] |
| 2009 | British Academy Television Craft Awards           | Лучший монтаж фантастического / развлекательного произведения              | Филипп Клосс                                                                 | Победа    | [ 100 ] |
| 2009 | Broadcasting Press Guild Awards                   | Лучший актёр                                                               | Дэвид Теннант                                                                | Номинация | [ 101 ] |
| 2009 | Премия «Хьюго»                                    | Лучшая постановка                                                          | «Тишина в библиотеке» / «Лес мертвецов»                                      | Номинация | [ 102 ] |
| 2009 | Премия «Хьюго»                                    | Лучшая постановка                                                          | «Поверни налево»                                                             | Номинация | [ 102 ] |

## Саундтрек
17 ноября 2009 года лейбл Silva Screen Records выпустил саундтрек к сезону, включавший треки авторства Мюррея Голда, прозвучавшие во всех сериях, начиная от «Путешествия проклятых» и заканчивая «Концом путешествия». Всего на единственном диске издания содержалось 27 композиций общей длиной 76 минут 27 секунд
.